# Liste des victimes des attentats de janvier 2015

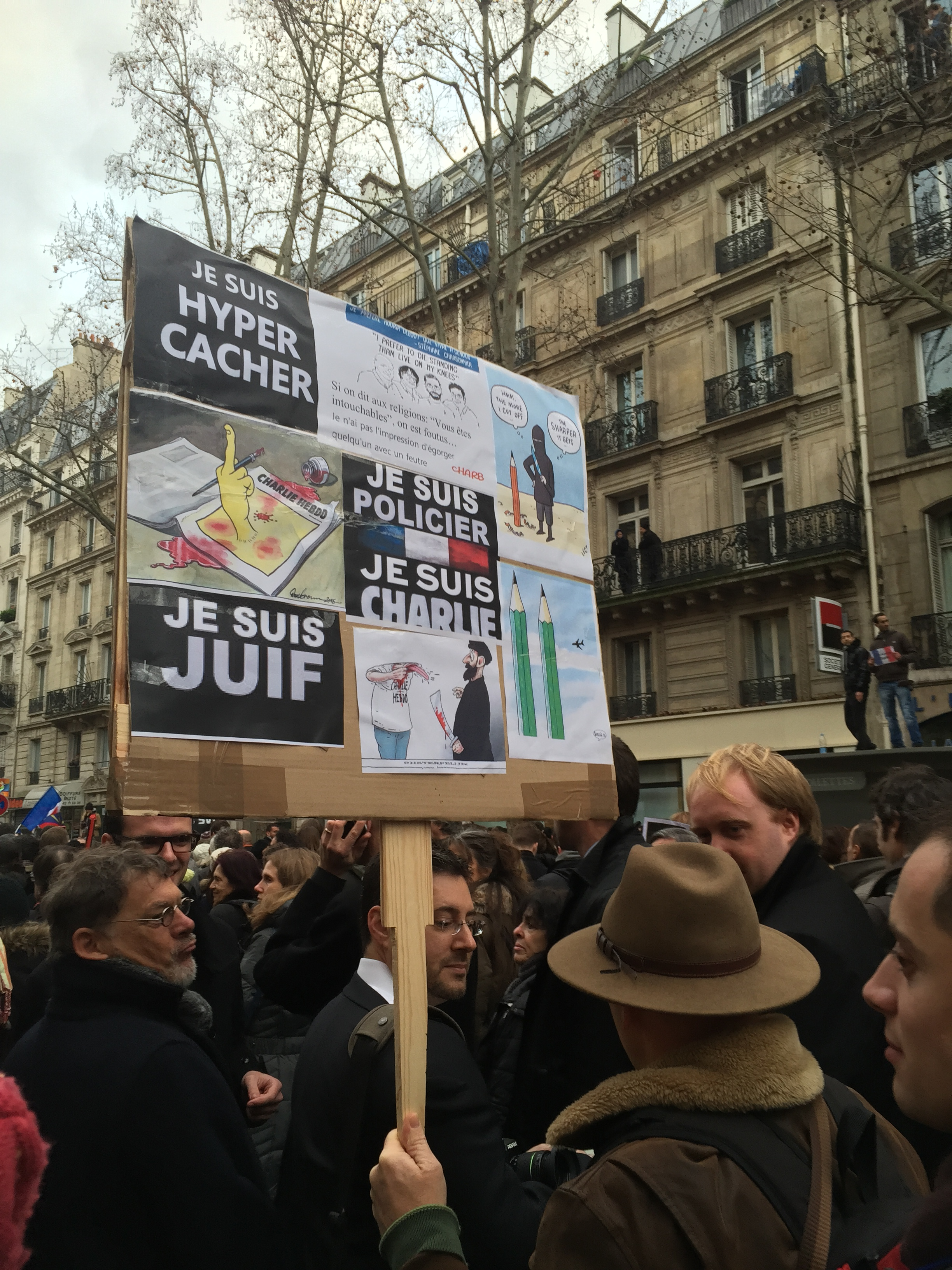
Hommage à toutes les victimes.

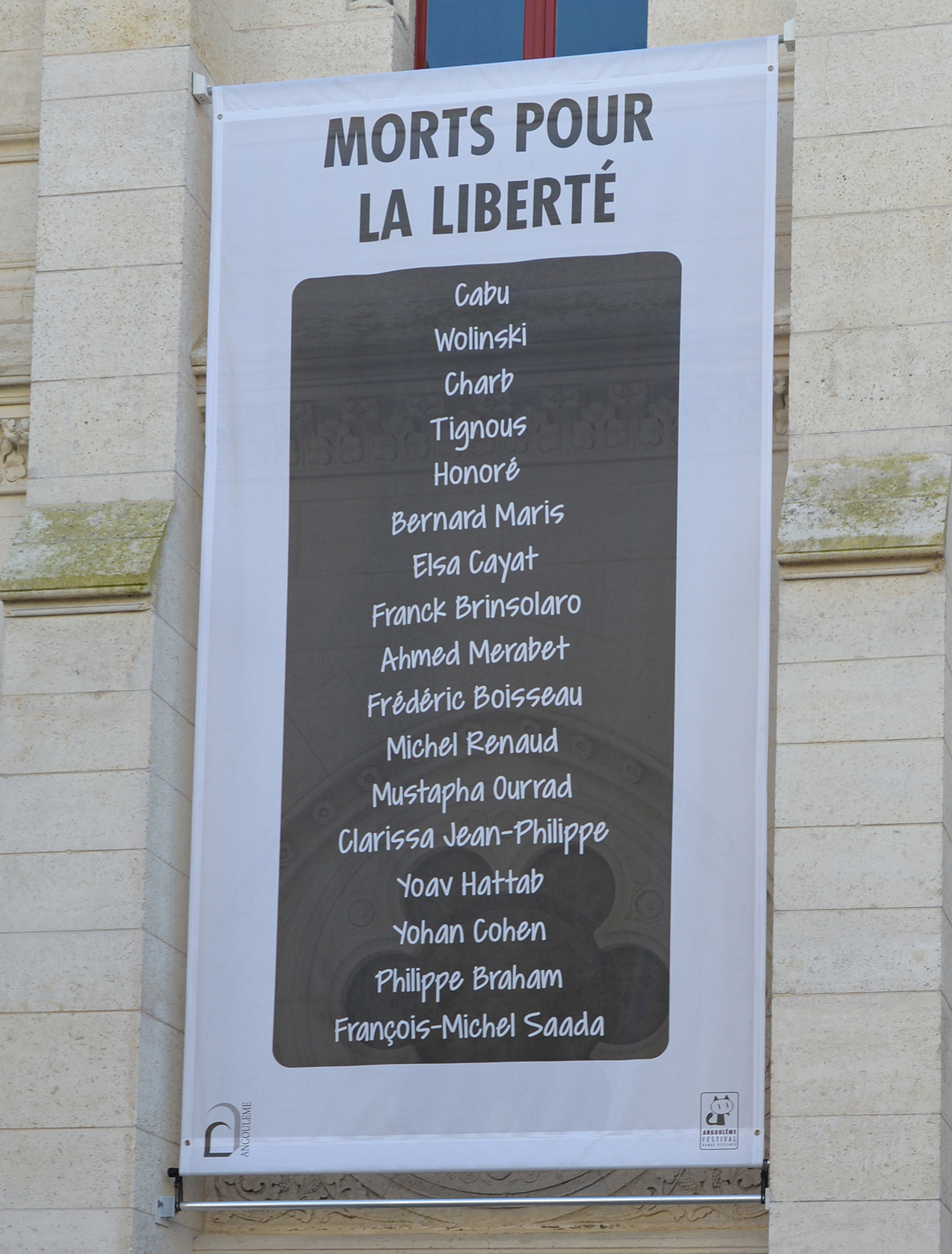
Les noms des victimes des attentats de janvier 2015 (au Festival d'Angoulême 2015).

Cet article présente la liste des victimes des attentats de janvier 2015. Il recense les personnes blessées physiquement et celles ayant perdu la vie lors de cette série d'attentats, commis en France par les frères Chérif et Saïd Kouachi d'une part et par Amedy Coulibaly d'autre part.
La vingtaine d'enfants des victimes décédées ou blessées peuvent prétendre au statut de pupille de la Nation si elles le souhaitent.

## Attentat contreCharlie Hebdo

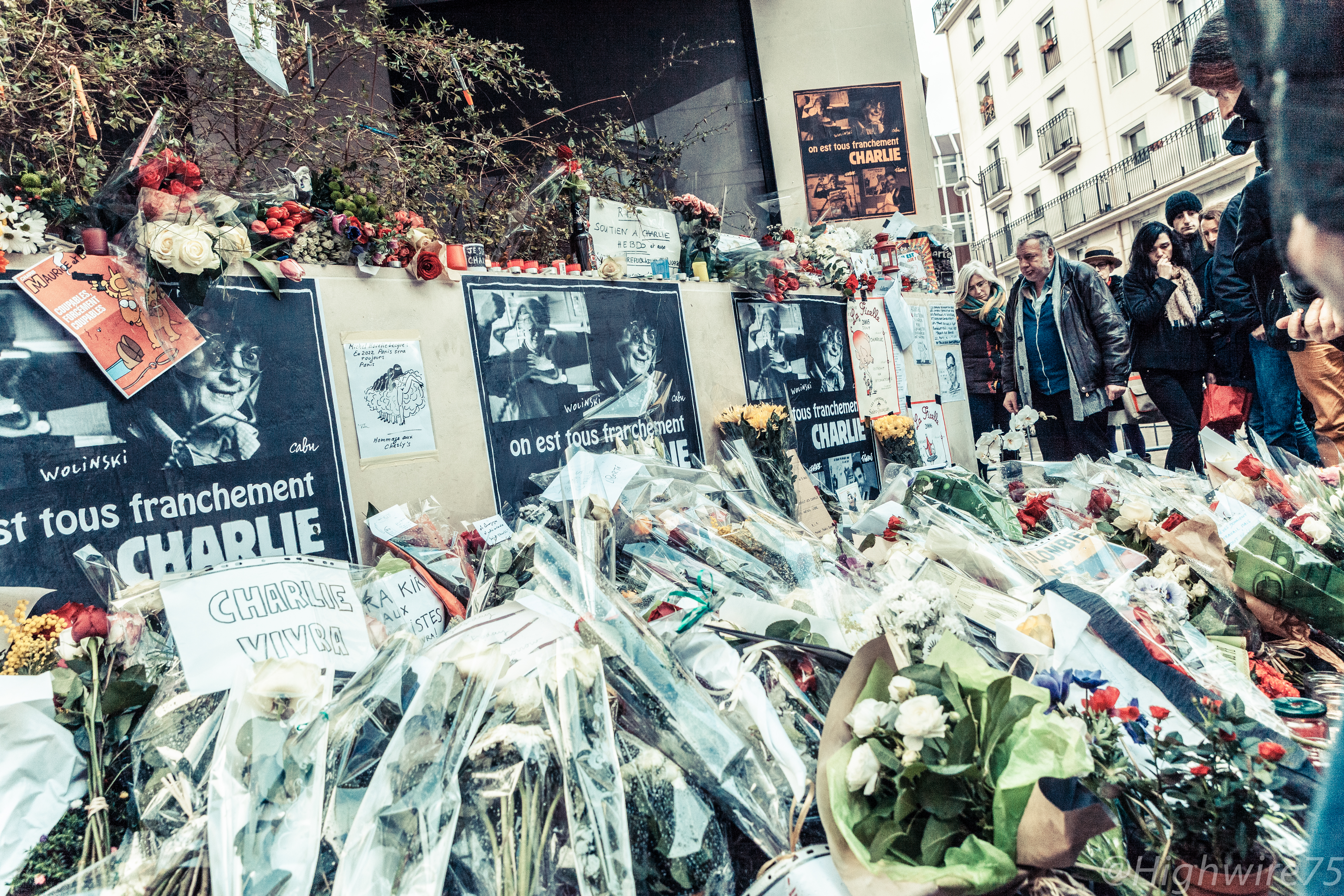
Fleurs près du siège de Charlie Hebdo le 8 janvier.

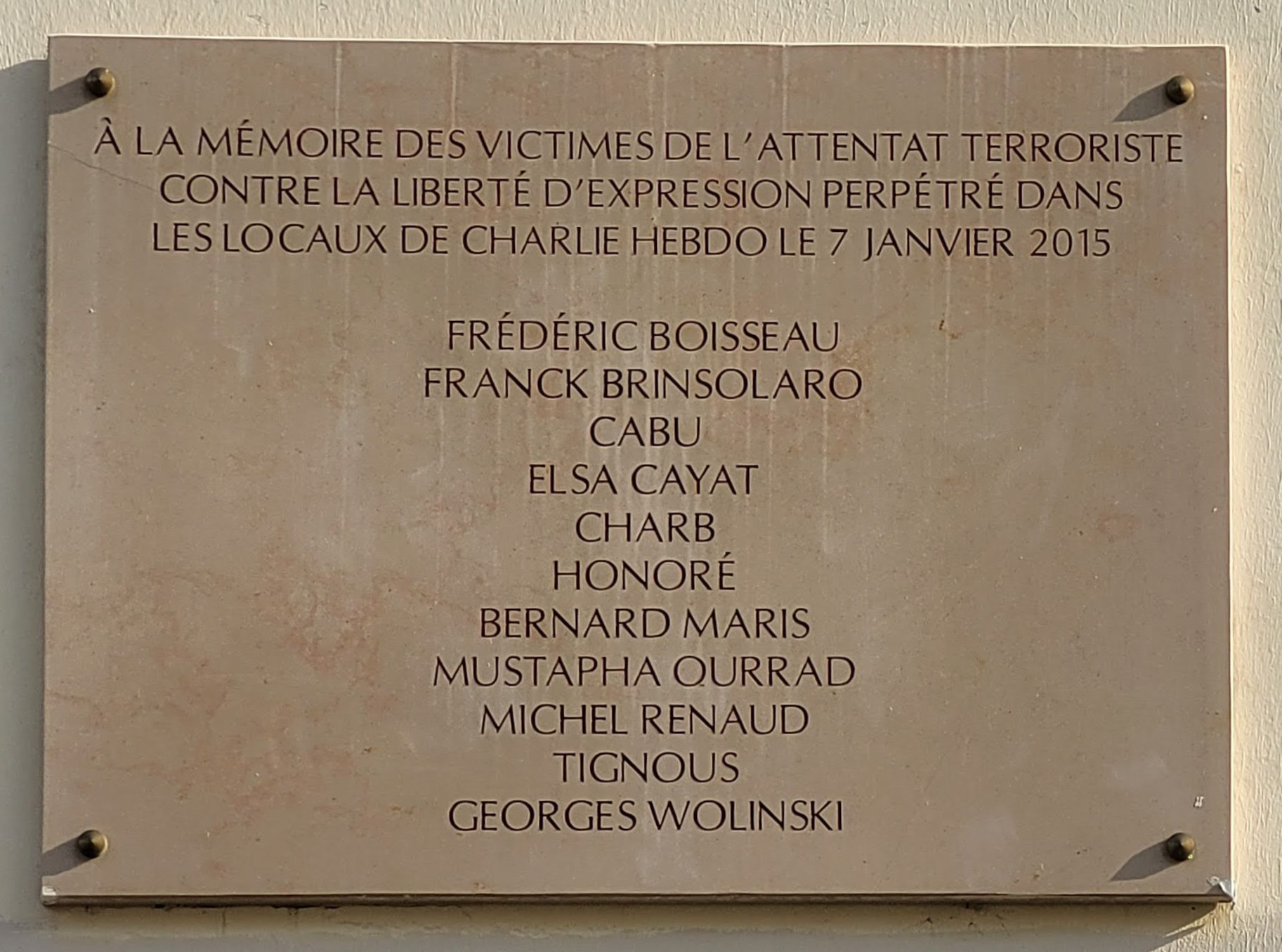
Plaque commémorative de l'attentat contre le journal Charlie Hebdo apposée au 10, rue Nicolas-Apprert, 75011 Paris.

L'attentat contre Charlie Hebdo est intervenu le 7 janvier 2015 et a été commis par les frères Chérif et Saïd Kouachi.

### Morts

#### Frédéric Boisseau
Pour les articles homonymes, voir Boisseau (homonymie).
Frédéric Boisseau est né à Recloses (Seine-et-Marne). Il est employé comme responsable des opérations au sein de la société Sodexo qui assurait une prestation de maintenance dans l’immeuble. C'était la première fois qu’il se rendait avec son équipe dans cet immeuble.
Il est la première personne tuée par les frères Kouachi.
Il vivait à Villiers-sous-Grez, village voisin de Recloses, avec son épouse et ses deux enfants. C'est dans ce village qu'il est inhumé le 20 janvier. Il est fait, à titre posthume, chevalier de la Légion d'honneur. Il avait 42 ans.

#### Franck Brinsolaro
Franck Brinsolaro, né le 11 janvier 1966 à Toulon, était membre du Service de la protection (SDLP) de la Police nationale. Il était chargé de la protection de Charb.
Il était marié à Ingrid Brinsolaro, rédactrice en chef de L'Éveil normand, avec qui il avait deux enfants, dont un avait alors 13 mois.
Franck Brinsolaro est fait, le 13 janvier, à titre posthume, chevalier de la Légion d'honneur avec citation à l'ordre de la Nation. Il est inhumé à Bernay dans l'Eure le 15 janvier. Il avait 48 ans.

#### Cabu
Cabu était dessinateur au journal Charlie Hebdo. Il avait 76 ans.

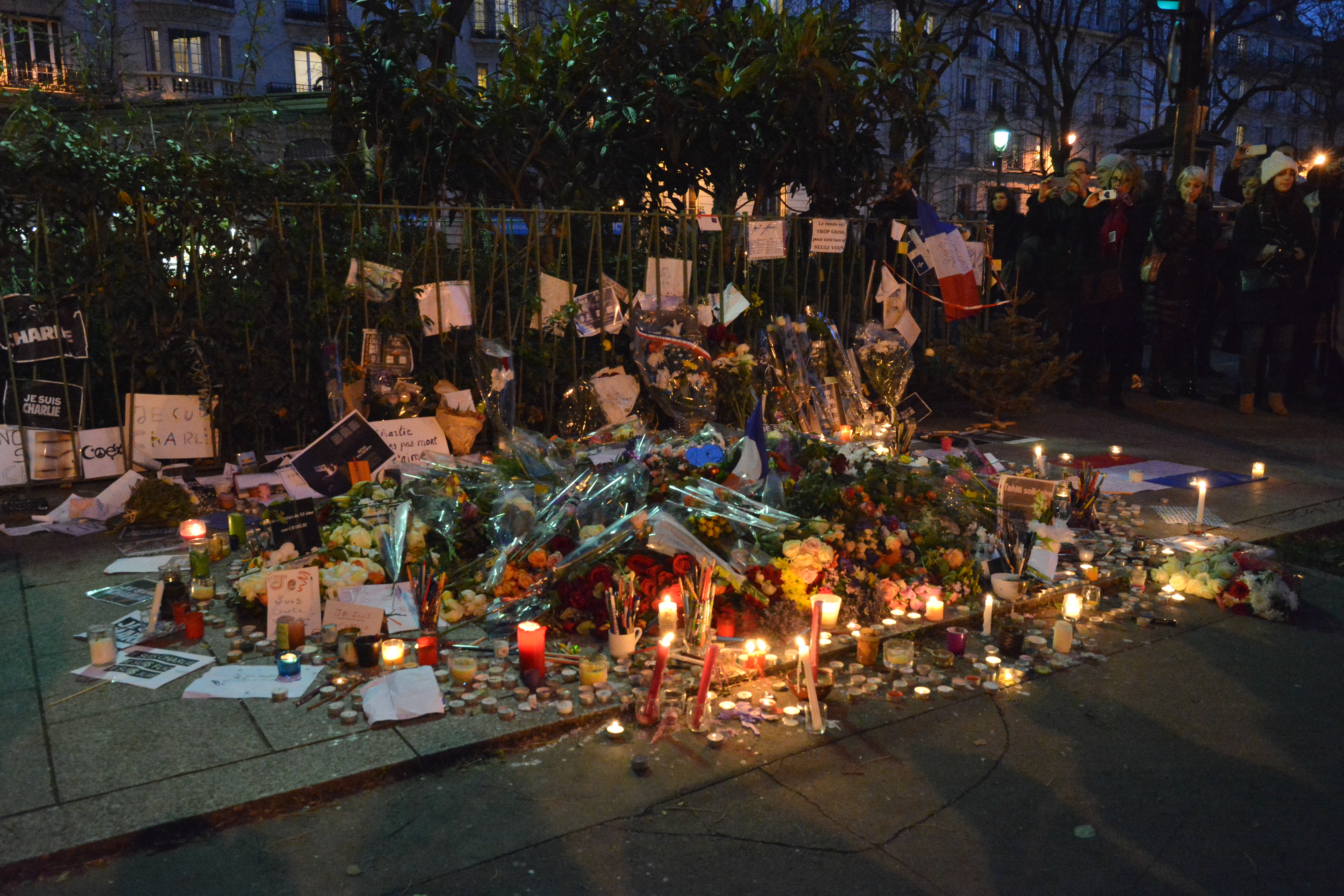
Lors de la marche républicaine du 11 janvier, vers 18 h, boulevard Richard-Lenoir, où se commémore le souvenir d'Ahmed Merabet, tué ici par les frères Kouachi.

#### Elsa Cayat
Médecin psychiatre, Elsa Cayat était chroniqueuse au journal Charlie Hebdo. Elle avait 54 ans.

#### Charb
Dessinateur satirique et journaliste au journal Charlie Hebdo, il en était également le directeur de publication. Selon des témoignages, il était la « cible » principale de l'attentat. Il avait 47 ans.

#### Honoré
Honoré était dessinateur au journal Charlie Hebdo. Il avait 73 ans.

#### Bernard Maris
Bernard Maris était économiste et chroniqueur au journal Charlie Hebdo sous le nom d'Oncle Bernard. Il était également administrateur du journal. Il avait 68 ans.

#### Ahmed Merabet

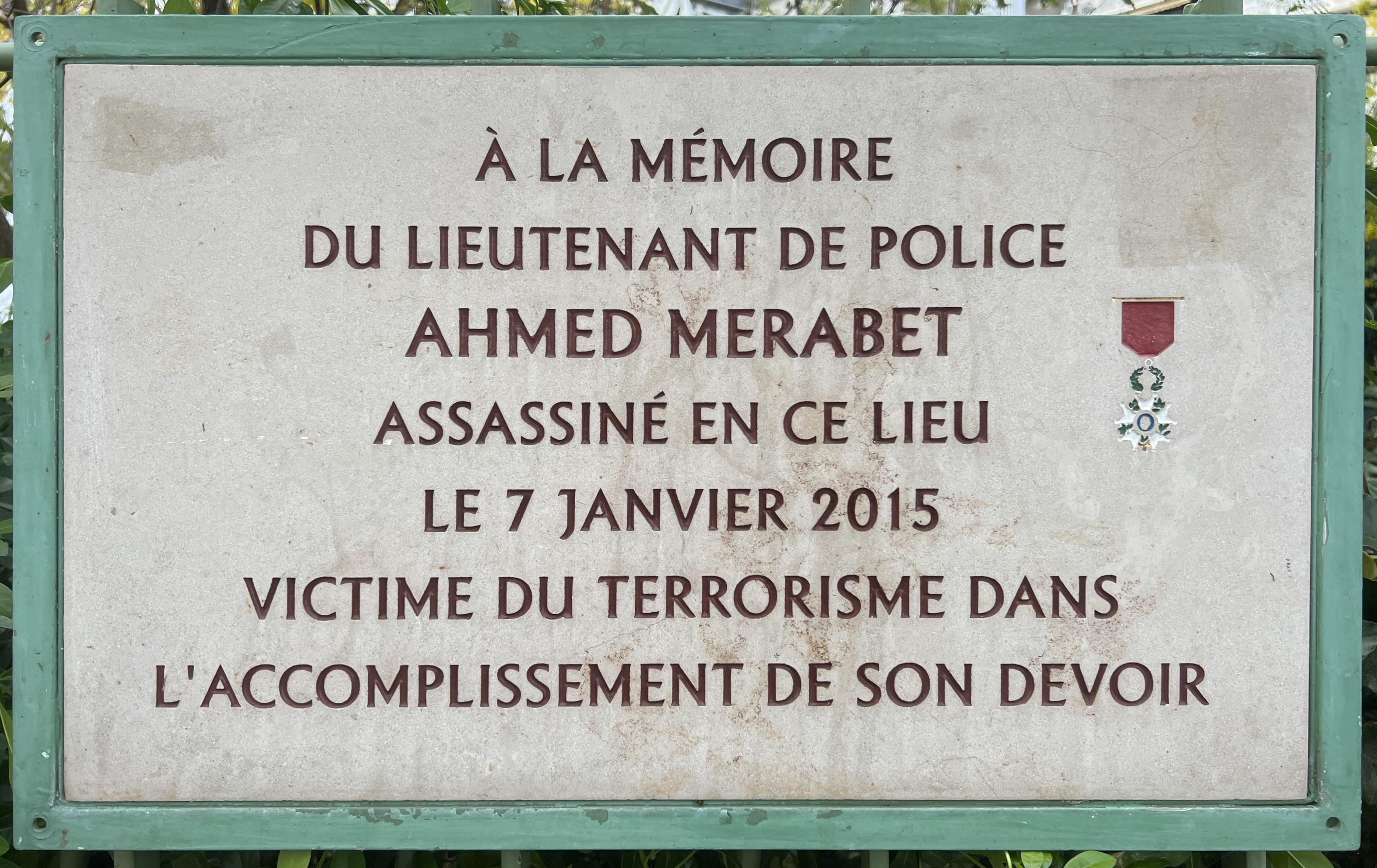
Plaque en mémoire d'Ahmed Merabet au lieu où il a été assassiné.

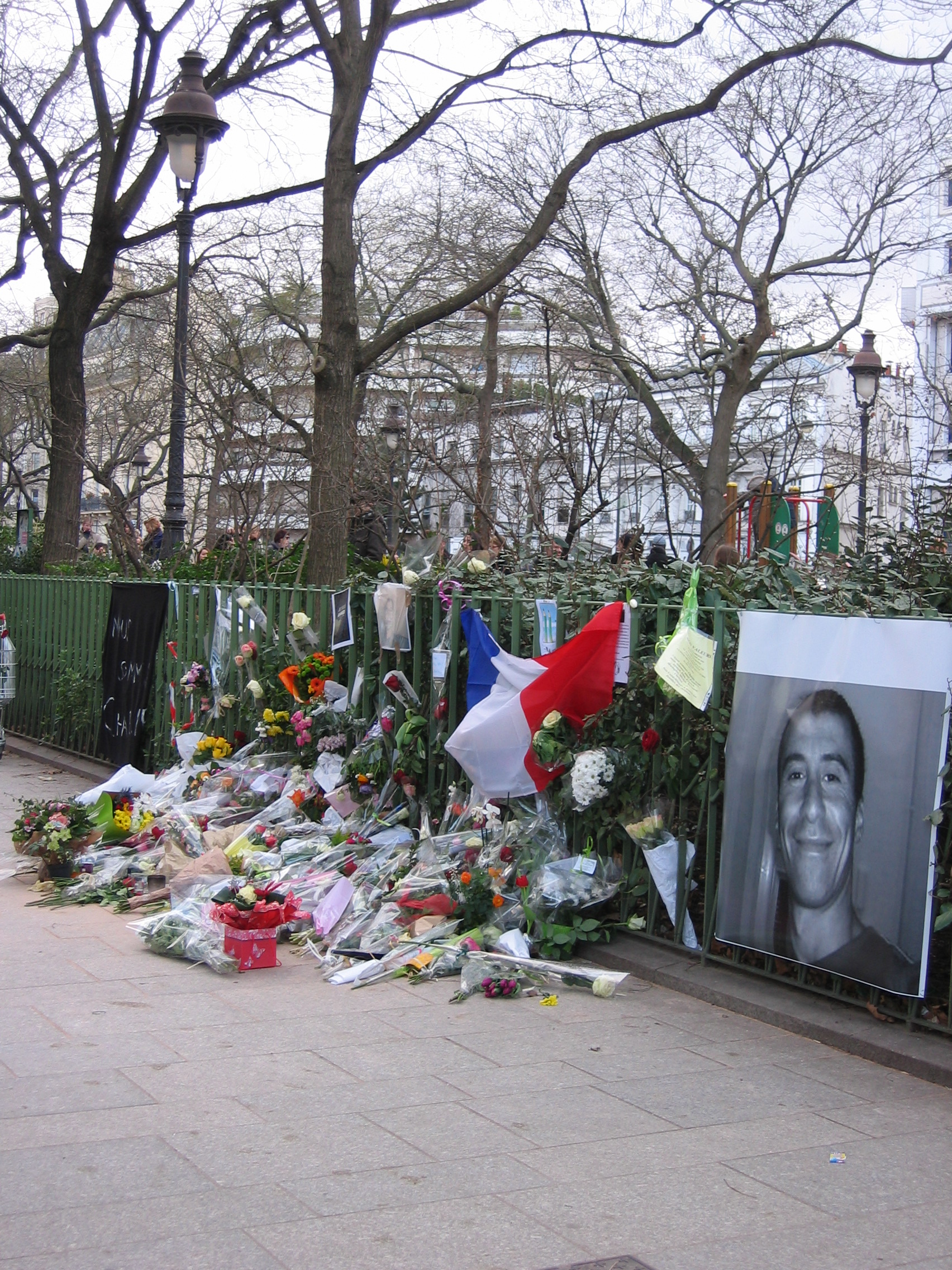
Fleurs sur le lieu de l'assassinat d'Ahmed Merabet.

Portraits d'Ahmed Merabet par C215.

Ahmed Merabet est né à Livry-Gargan (Seine-Saint-Denis). Il est brigadier[réf. nécessaire] à VTT du commissariat du 11e arrondissement.
Il est touché alors qu'il affronte les auteurs de l'attentat boulevard Richard-Lenoir, avant d'être achevé alors qu'il gît au sol, blessé et désarmé. 
Le 13 janvier 2015, Ahmed Merabet est fait, à titre posthume, chevalier de la Légion d'honneur avec citation à l'ordre de la Nation. Il est inhumé au cimetière musulman de Bobigny. Il avait quarante ans.
Le 18 mars 2015, la vingtième promotion de l'École nationale supérieure des officiers de police à Cannes-Écluse prend les noms d'Ahmed Merabet et Franck Brinsolaro comme nom de baptême .
Le 4 janvier 2016, l'artiste urbain Christian Guémy, connu sous le nom de C215, réalise au pochoir sur une boîte à feu un double portrait du policier orné du slogan « Je suis Ahmed ». L'œuvre est réalisée à la demande du commandant Stéphane Motel, du commissariat du 11e arrondissement de Paris où travaillait Merabet. Le portrait est dévoilé devant une centaine de personnes parmi lesquelles les collègues du policier et sa famille.
C215 réalise le pochoir sur place, devant la famille. Il peint Ahmed Merabet derrière les couleurs républicaines, pour le symbole qu'il représente. L'artiste peint deux portraits sur base de photos confiées par la famille : un portrait de face, solennel, regardant vers l'endroit où il a été abattu, et un portrait de profil, plus souriant, regardant vers la rue.
Le 5 janvier 2016, une plaque à sa mémoire est dévoilée par le président François Hollande, le Premier ministre Manuel Valls et la maire de Paris, Anne Hidalgo :

« À la mémoire

Du lieutenant de police

Ahmed Merabet

Assassiné en ce lieu

Le 7 janvier 2015

Victime du terrorisme dans 

L'accomplissement de son devoir »

#### Mustapha Ourrad
Journaliste franco-algérien, Mustapha Ourrad était correcteur au journal Charlie Hebdo. Il avait 60 ans.

#### Michel Renaud
Michel Renaud était invité à la conférence de rédaction du journal Charlie Hebdo, car il était venu voir Cabu pour lui rendre des dessins qu'il avait exposés. Il avait 69 ans.

#### Tignous
Tignous était dessinateur au journal Charlie Hebdo. Il avait 57 ans.

#### Wolinski
Wolinski était dessinateur au journal Charlie Hebdo. Il avait 80 ans.

### Blessés
Parmi les blessés, on compte les journalistes Philippe Lançon (gravement touché au visage) et Fabrice Nicolino (touché aux jambes; déjà victime d'un attentat à la bombe dans le cinéma Rivoli Beaubourg en 1985) ainsi que le webmestre du journal, Simon Fieschi, (le plus gravement touché), le dessinateur et directeur de la rédaction Riss (touché à l'épaule,), un second employé du nettoyage qui se trouvait dans le hall d'entrée[réf. nécessaire].
Deux jours après l'attentat, les blessés légers sortaient de l'hôpital et les blessés graves n'étaient plus en danger de mort.
Plus de quatre mois après les événements, le 8 mai 2015, Simon Fieschi, Philippe Lançon et Fabrice Nicolino étaient encore hospitalisés.
Simon Fieschi meurt le 17 octobre 2024,.

## Fusillade à Montrouge

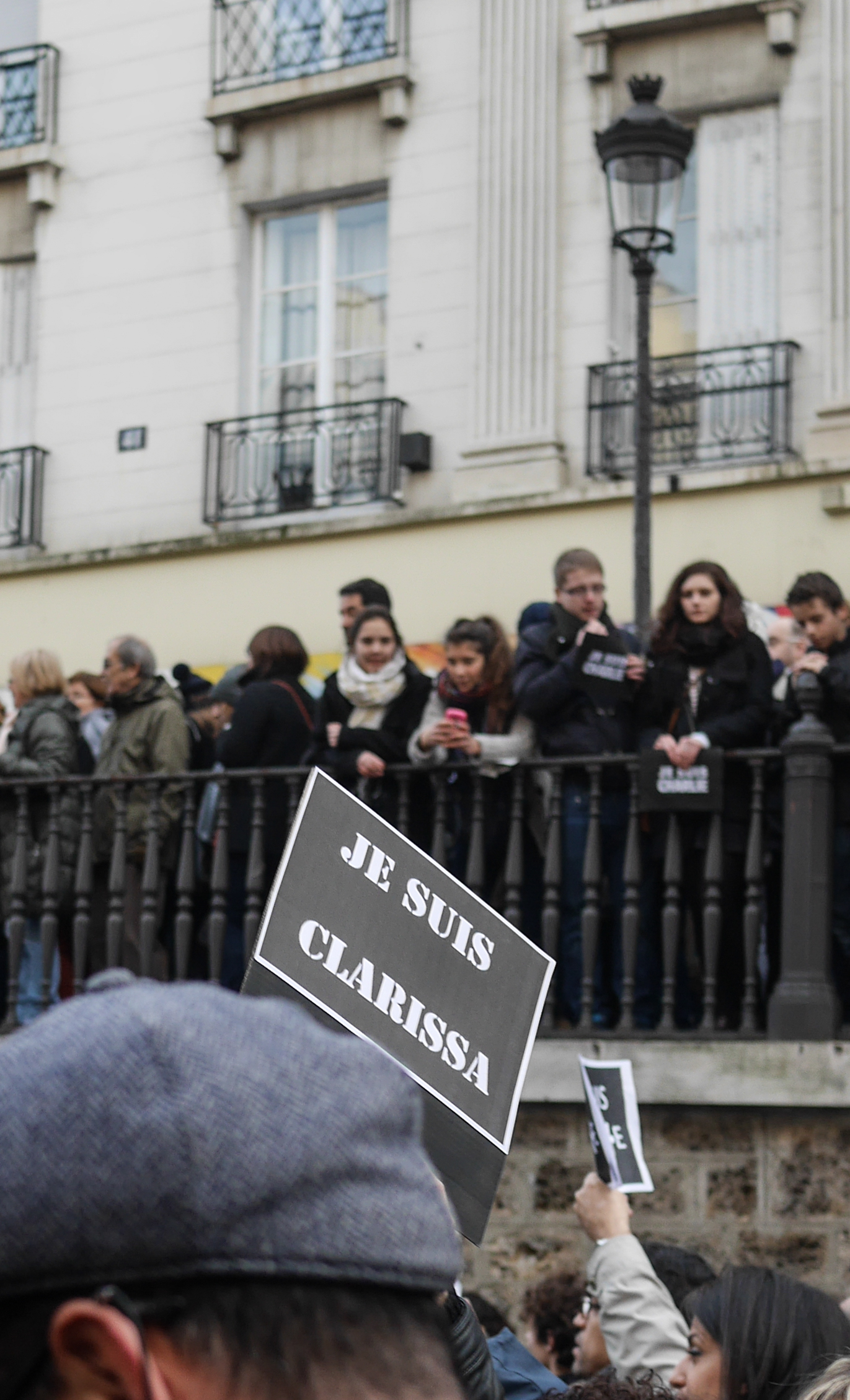
Message Je suis Clarissa, sur le modèle de Je suis Charlie, brandi lors de la manifestation du 11 janvier 2015 à Paris.

Amedy Coulibaly a d'abord tué le 8 janvier une policière municipale stagiaire.

### Clarissa Jean-Philippe
Au moment des attentats, Clarissa Jean-Philippe (1988-2015), originaire de Sainte-Marie en Martinique, est gardien de police municipale stagiaire à la police municipale de Montrouge après avoir réussi le concours d'entrée et sa formation initiale d'application (FIA). Le matin du 8 janvier 2015, elle patrouille sur le marché de Montrouge lorsqu'elle est appelée pour un accident de circulation. Arrivée à hauteur du no 91 de l'avenue Pierre-Brossolette, à l'angle de l'avenue de la Paix, elle est abattue d’une balle dans le dos par Amedy Coulibaly à 8 h 10.
Une école-synagogue juive étant toute proche du lieu du drame, nombre de ses élèves et fidèles pensent qu'elle était la cible initiale du terroriste, bien que ce dernier ait déclaré le surlendemain à BFMTV vouloir « faire les policiers ».
Clarissa Jean-Philippe est faite le 13 janvier, à titre posthume, chevalière de la Légion d'honneur avec citation à l'ordre de la Nation et promue au grade de brigadier. Elle a été inhumée le 19 janvier à Sainte-Marie. Elle allait avoir 27 ans.
Le 9 janvier 2016, une plaque à sa mémoire est dévoilée par le président François Hollande en présence du ministre de l'Intérieur Bernard Cazeneuve et de la ministre de la Justice Christiane Taubira :

« À la mémoire de Clarissa Jean-Philippe

Brigadier de police municipale

De la ville de Montrouge

Assassinée en ce lieu le 8 janvier 2015

Victime du terrorisme

Dans l'accomplissement de son devoir »

Par ailleurs, l'avenue de la Paix à Montrouge est renommée « avenue de la Paix - Clarissa Jean-Philippe » et le 8 janvier 2025, l'hôtel de police de Montrouge est baptisé « Clarissa Jean-Philippe ».
En janvier 2018, le ministre de l’intérieur Gérard Collomb et la ministre des Outre-mer Annick Girardin assistent à une cérémonie en mémoire de la brigadière et un square est inauguré à son nom à Carrières-sous-Poissy (Yvelines), commune où elle résidait.
Le 11 janvier 2019, Anne Hidalgo, maire de Paris, et Carine Petit, maire du 14e arrondissement de Paris, inaugurent l'allée Clarissa-Jean-Philippe dans le square du Serment-de-Koufra.

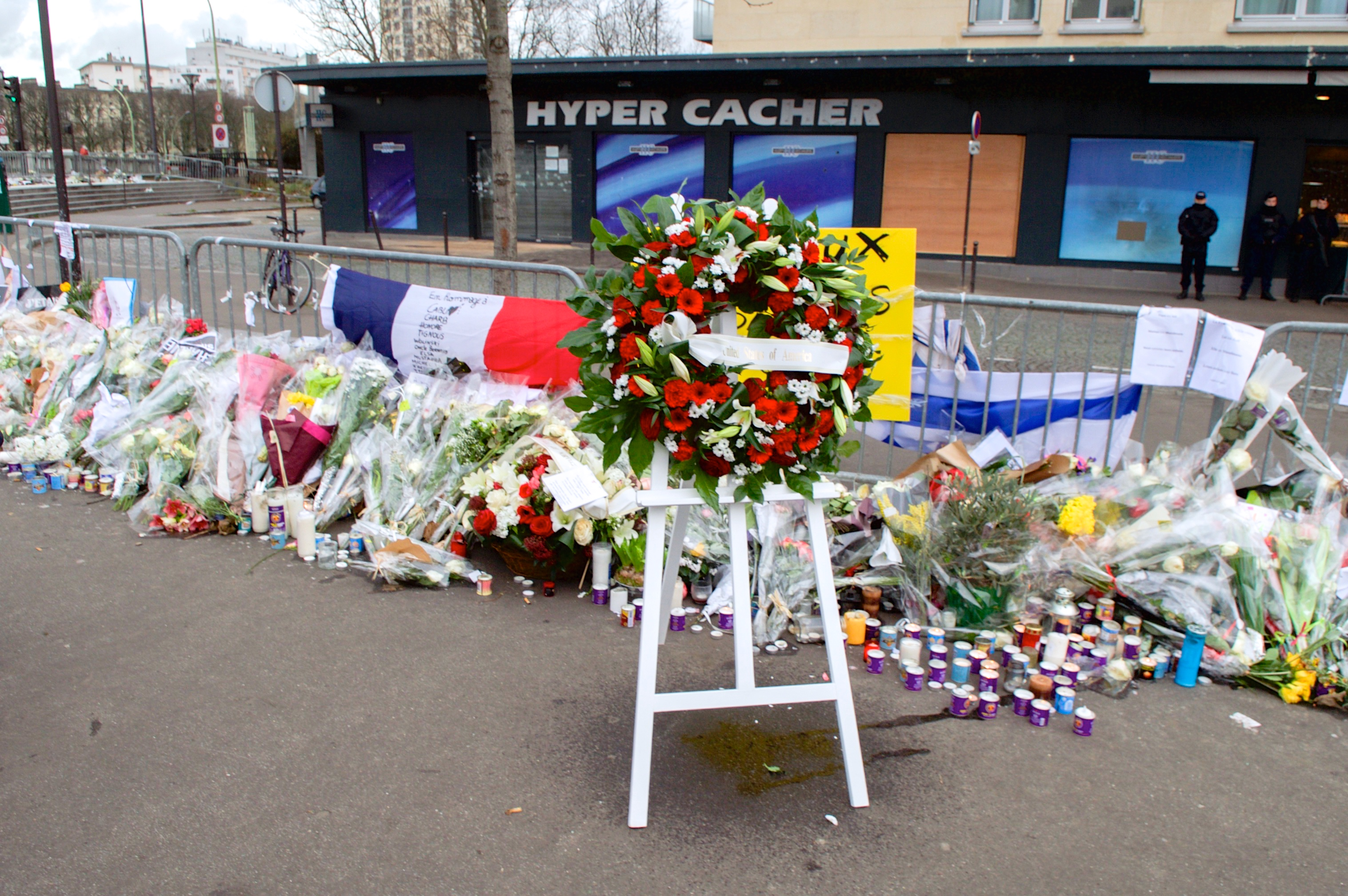
Fleurs près du magasin Hyper Cacher et gerbe déposée par John Kerry.

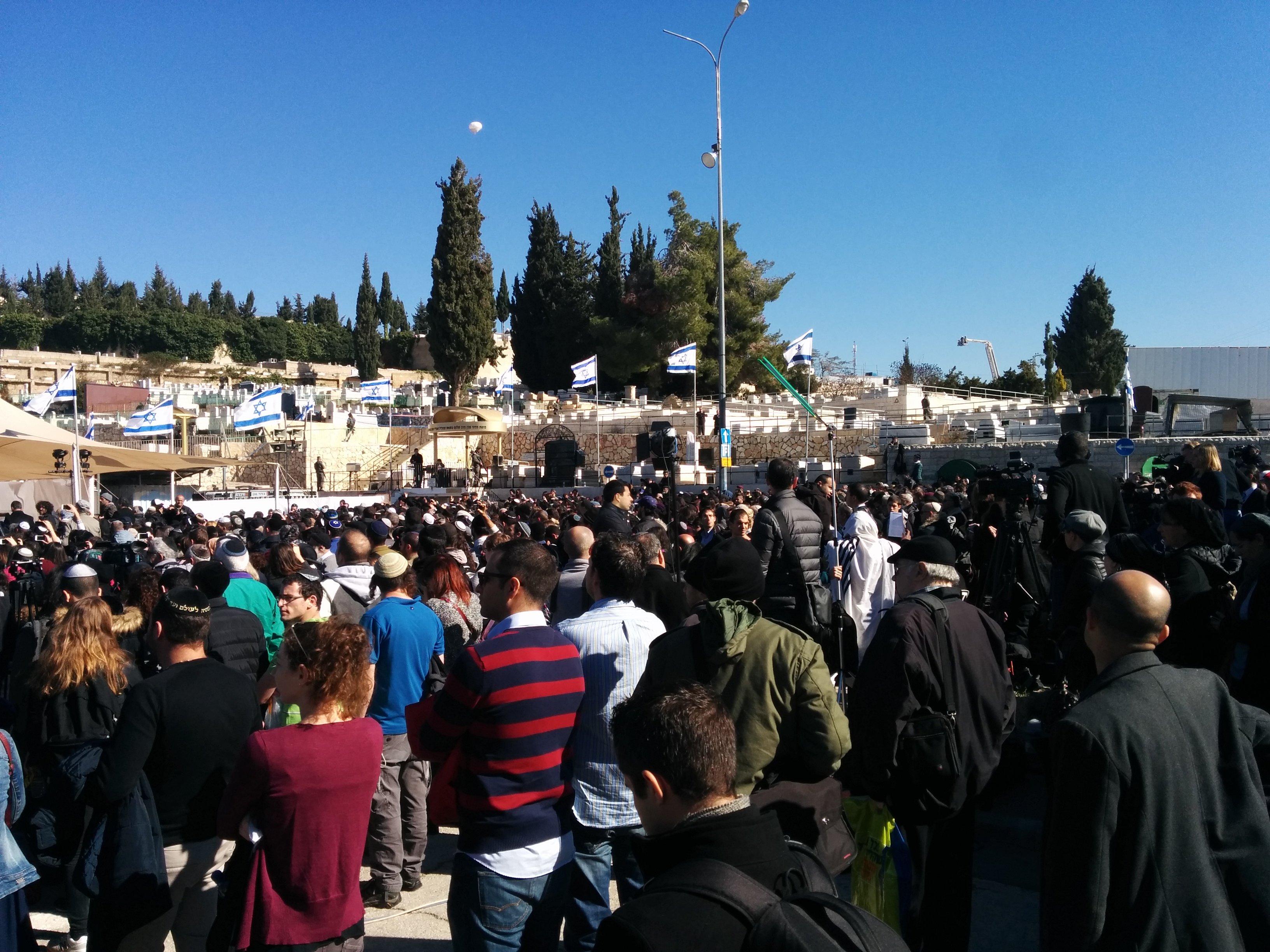
Cérémonie de funérailles à Jérusalem le 14 janvier.

## Prise d'otages du magasinHyper Cacherde la porte de Vincennes
Amedy Coulibaly, déjà recherché par la police pour l'assassinat, commis la veille, d'une policière municipale de Montrouge, s'introduit le 9 janvier dans un supermarché cacher de la porte de Vincennes. Il tue immédiatement trois personnes et en prend en otage dix-sept autres, dont l'un est tué peu après, portant à quatre le nombre des morts.

### Philippe Braham
Philippe Braham est cadre commercial dans une société d'informatique et frère du rabbin de la synagogue de Pantin. Il vivait à L'Haÿ-les-Roses. Juif pratiquant, il fréquentait la synagogue de Montrouge et avait placé ses enfants à l'école juive attenante,.
Il est abattu dès l'entrée de Coulibaly dans le magasin,. Il est inhumé le 13 janvier 2015 au cimetière Har Hamenouhot (mont des Répits) de Jérusalem en même temps que les trois autres victimes de la prise d'otages du magasin Hyper Cacher et en présence de personnalités israéliennes et de Ségolène Royal, représentant le gouvernement français (voir funérailles à Jérusalem). Il avait 45 ans.

### Yohan Cohen
Yohan Cohen est né le 22 octobre 1994 à Enghien-les-Bains (Val-d'Oise) et vivait à Sarcelles. Il était étudiant, employé du magasin et ami de Lassana Bathily. Il est abattu dès l'entrée de Coulibaly dans le magasin, Il est inhumé le 13 janvier 2015 au cimetière Har Hamenouhot (mont des Répits) de Jérusalem en même temps que les trois autres victimes de la prise d'otages du magasin Hyper Cacher (voir ci-dessus). Il avait vingt ans.

### Yoav Hattab

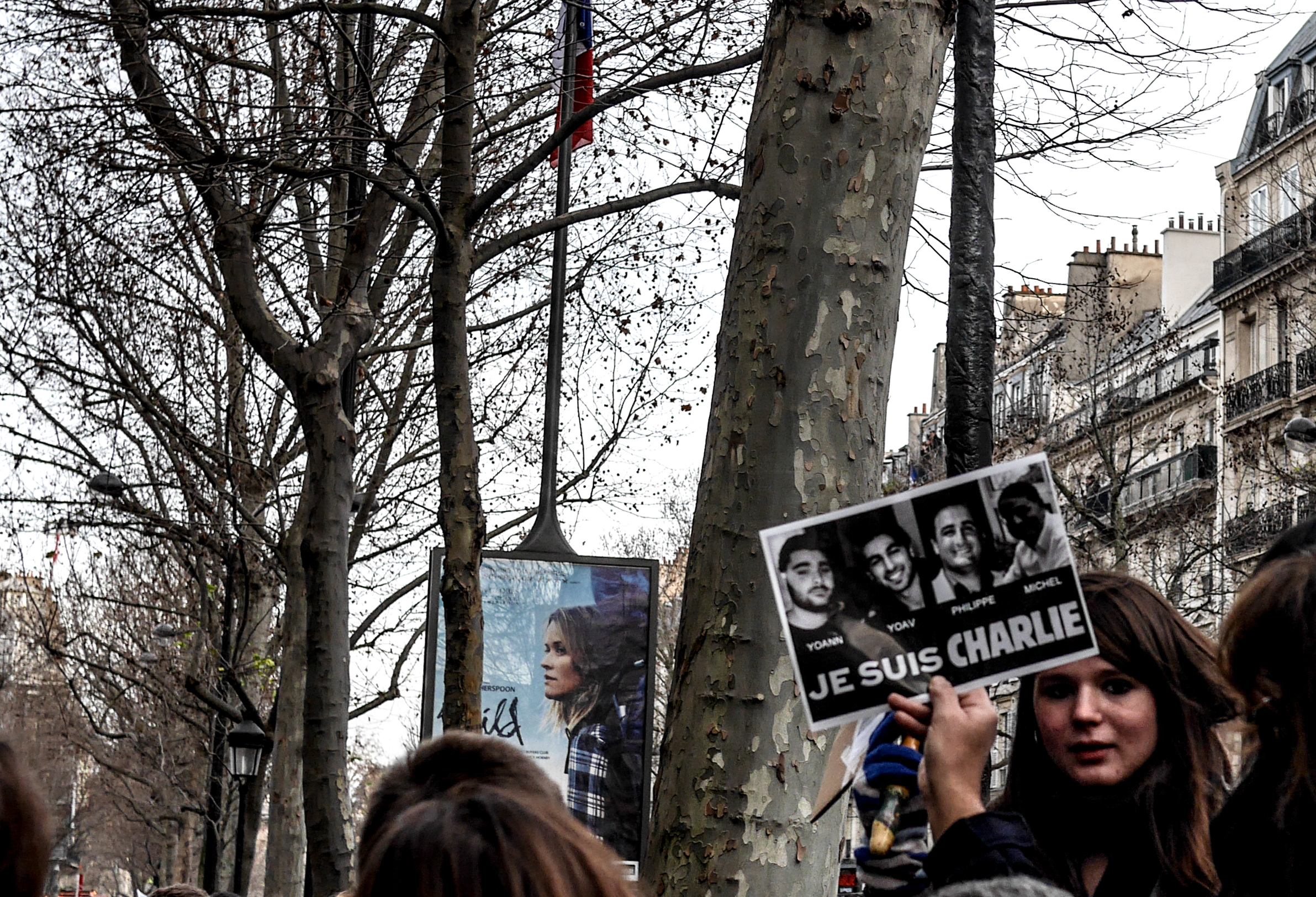
Portraits des victimes de la prise d'otages du magasin Hyper Cacher, brandis avec le message Je suis Charlie lors de la manifestation du 11 janvier 2015 à Paris.

Yoav Hattab, né le 18 avril 1993 à Tunis, est issu d'une famille de sept enfants. Il obtient son baccalauréat au lycée français de Tunis et s'installe à Paris pour poursuivre des études de commerce international. Son père est le directeur de l'école juive de Tunis « Benyamin Hattab ». Son grand-père, Battou Hattab, est le grand-rabbin de Tunis, également directeur de l’école juive de Tunis United Lubavitch Yeshiva. 
Invité pour shabbat par la famille Hayoun, il ne voulait pas entrer chez elle les mains vides et s'apprêtait à lui acheter un cadeau à l'Hyper Cacher. Il est abattu par Coulibaly pour s'être emparé d'une des armes de ce dernier, enrayée,. Il est inhumé le 13 janvier 2015 au cimetière Har Hamenouhot (mont des Répits) de Jérusalem en même temps que les trois autres victimes de la prise d'otages du magasin Hyper Cacher. Il avait 21 ans. 
La famille de Hattab avait déjà été endeuillée par un attentat commis en 1985, au cours duquel un soldat tunisien avait ouvert le feu dans l'enceinte de la synagogue de la Ghriba, à Djerba, tuant cinq personnes, dont la sœur de la mère de Hattab, alors âgée de 17 ans.

### François-Michel Saada
François-Michel Saada, né le 6 juin 1951 à Tunis, est cadre supérieur à la retraite. Il est abattu dès l'entrée de Coulibaly dans le magasin,. Il est inhumé le 13 janvier 2015 au cimetière Har Hamenouhot (mont des Répits) de Jérusalem en même temps que les trois autres victimes de la prise d'otages du magasin Hyper Cacher (voir ci-dessus). Il avait 63 ans.

### Sources et bibliographie
- « Attentat à Charlie Hebdo : qui sont les 12 victimes », Le Parisien,‎ 8 janvier 2015 (ISSN 0767-3558, lire en ligne, consulté le 21 janvier 2015)
- « Qui sont les 4 victimes d'Amedy Coulibaly lors de la prise d'otages ? », L'Obs,‎ 11 janvier 2015 (ISSN 0029-4713, lire en ligne, consulté le 21 janvier 2015)
- Maryline Baumard, « Yoav, Philippe, Yohan et François-Michel, les quatre otages tués porte de Vincennes », Le Monde,‎ 11 janvier 2015 (ISSN 0395-2037, lire en ligne, consulté le 21 janvier 2015)
- Cécile Amar, Anne-Laure Barret et Marie Quenet, « Qui étaient les quatre juifs tués à la porte de Vincennes? », Le Journal du dimanche,‎ 11 janvier 2015 (ISSN 0242-3065, lire en ligne, consulté le 22 janvier 2015)
- « Clarissa, Lilian, Lassana, Yohan... Ces héros qui ont voulu sauver des vies », L'Obs,‎ 12 janvier 2015 (ISSN 0029-4713, lire en ligne, consulté le 21 janvier 2015)
- « Hommage national aux trois policiers morts en service », sur elysee.fr, Présidence de la République, 13 janvier 2015 (consulté le 22 janvier 2015)
- Qui sont les 17 victimes des attentats terroristes de janvier 2015 ?? Francetv info, 12 janvier 2015.